# 高富村
高富村（たかとみむら）は、かつて愛知県額田郡にあった村である。額田町の南西部に該当し現在の岡崎市の北部に該当する。

## 沿革
- 江戸時代末期、この地域は岡崎藩領、野村藩領、磐城平藩領、西大平藩領、天領、旗本領、寺社領であった。
- 1875年（明治8年） - 細野村と光久村が合併し、細光村となる。
- 1889年（明治22年）10月1日 - 細光村、滝尻村、鳥川村、淡淵村、片寄村が合併し、高富村となる。
- 1890年（明治23年）12月17日 - 巴山村が改称し、栄枝村となる[1]。
- 1906年（明治39年）5月1日 - 豊岡村、高富村、栄枝村の一部[2]が合併し、豊富村となる。
- 1956年（昭和31年）9月30日 - 豊富村、宮崎村、形埜村、下山村の一部[3]が合併し、額田町となる。

## 歴代村長
| 代 | 氏名       | 就任 | 退任 | 備考 |
| -- | ---------- | ---- | ---- | ---- |
| 1  | 斉藤平助   |      |      |      |
| 2  | 山口金次郎 |      |      |      |
| 3  | 片岡惣吉   |      |      |      |
| 4  | 高島武兵衛 |      |      |      |

## 学校
- 片寄尋常小学校（現・岡崎市立豊富小学校）

## 寺社

### 神社
- 八幡宮（細光）
- 御嶽神社（細光）
- 金山彦神社（細光）
- 八幡宮（片寄）
- 須佐之男神社（滝尻）
- 若宮八幡宮（鳥川）
- 白髭八柱神社（鳥川）
- 神明宮金刀比羅社（鳥川）

### 寺院
- 天恩寺（片寄）
- 明宗寺（細光）
- 渭泉寺（細光）
- 玉泉寺（滝尻）
- 慈徳院（鳥川）